# Explorer 11
Explorer 11 – amerykański satelita naukowy. Pierwszy w historii satelita badający promieniowanie gamma. Jego instrumenty zostały zaprojektowane do obserwacji fotonów gamma o energiach ponad 50 MeV. Satelita pracował normalnie do początku września 1961, kiedy to zaczęły występować problemy z zasilaniem. Niedługo potem, w połowie listopada, przestały napływać użyteczne dane.
Statek pozostaje na orbicie, której żywotność szacuje się na 150 lat.

## Budowa i działanie

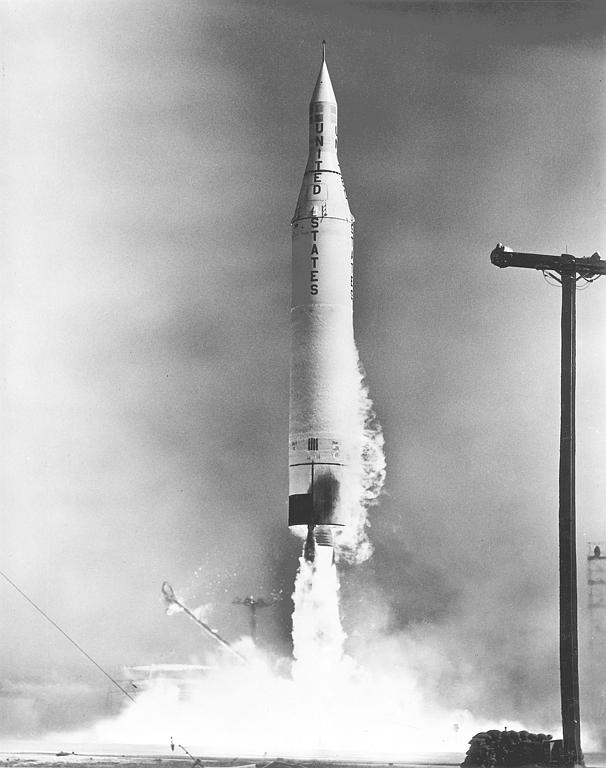
Start rakiety Juno II z satelitą Explorer 11

Satelita składał się z dwóch połączonych części: ośmiościanu o wymiarach 30,5 x 30,5 x 58,5 cm i cylindra o wymiarach 15,2 x 52,2 cm. Zasilany był ogniwami słonecznymi zasilającymi 12 akumulatorów NiCd. Explorer 11 był stabilizowany obrotowo (10 obr./min.).
Do 19 maja 1961 satelita przesyłał na Ziemię dane z przeglądu nieba. Wszystkie zgromadzono na blisko 32 km mikrofilmu. Rekonstrukcja danych pozwoliła na określenie czasu odebrania promieni gamma z dokładnością do 0,1 sekundy, i punkt na który skierowany był detektor z dokładnością do około 5°. W danych zbieranych przez 23 dni i 9 godzin zarejestrowano 22 zjawiska związane z promieniowaniem gamma i około 22 000 związanych z promieniowaniem kosmicznym.

### Ładunek
- Teleskop promieniowania gamma – pracował normalnie do 17 listopada 1961
  - licznik Czerenkowa – złożony z warstwowo ułożonych scyntylujących kryształów NaI i CsI(Tl) (o gęstości powierzchniowej 20 g/cm²) z jednym fotopowielaczem
  - licznik Czerenkowa – wykorzystujący szkło akrylowe (lucite) i dwa fotopowielacze
- nadajnik modulacji impulsowej, 107,97 MHz, 125 mW
- nadajnik modulacji impulsowej, 108,06 MHz, 20 mW